# Cinecittà (stacja metra)
Cinecittà – stacja linii A metra rzymskiego. Stacja została otwarta w 1980 roku. Poprzednią stacją jest Subaugusta, a następną – Anagnina.
Swoją nazwę wzięła od znajdującego się w pobliżu miasteczka filmowego Cinecittà.